# 顆粒流

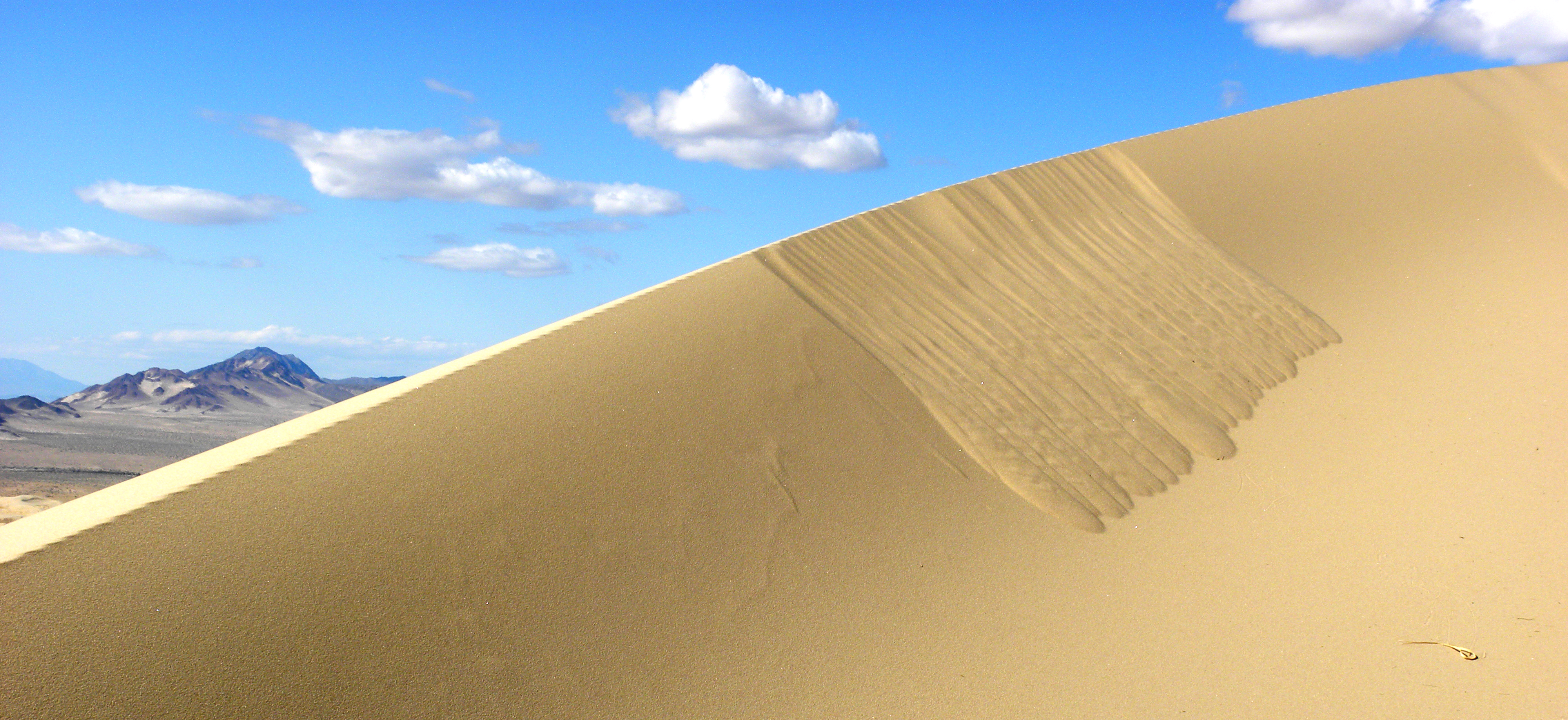
順沙丘斜面上下滑而形成的颗粒流。 地點： Mojave desert, 加州

顆粒流（英語：grain flow）是一種重力流，其中流體（空氣或水），主要是提供潤滑的作用，顆粒在流體中能保持懸浮狀態，是由於顆粒與顆粒之間的碰撞，從而產生分散壓力，而使顆粒不會沉澱。最常見顆粒流是在風成環境中，顆粒因為順沙丘斜面上下滑而形成。相比之下，顆粒流在水下環境中很少。通常顆粒在水中保持懸浮狀態是依賴顆粒的牽引、跳躍、以及流體的湍流作用。在泥流中，顆粒對粘土基質的相對漂浮力，也讓顆粒保持懸浮狀態。在高密度濁流中，底部沙子濃度較高，顆粒間的碰撞能使沙顆粒保持懸浮狀態。較小的顆粒，因爲沒有碰撞反而先沉澱在沙顆粒之下， 造成反向粒级层理。